# Четиринадесета пехотна вардарска дивизия
Четиринадесета пехотна вардарска дивизия е българска военна част, формирана и действала по време на Втората световна война (1941 – 1945).

## История
Четиринадесета пехотна вардарска дивизия е формирана на 28 юли 1941 година в Скопие и влиза в мирновременния състав на Пета българска армия. В състава ѝ влизат 51-ви пехотен вардарски полк, 52-ри пехотен врански полк, 53-ти пехотен осоговски полк (формиран в Куманово от 2-ра дружина на 52-ри пехотен врански полк през март 1943), 14-и дивизионен артилерийски полк, 14-а дивизионна инженерна дружина и придадените им тилови части и служби.
На 8 септември 1944 година дивизията започва изтеглянето си към Кюстендил, през Куманово и Крива паланка. Разформирована е на 22 септември 1944 година.

## Началници
- Генерал-майор Петър Пенев (1941 – 10 септември 1942)
- Полковник (ген. м-р от 06.05.2018 г.) Александър Попдимитров (10 септември 1942 – 16 юли 1944)
- Полковник Стефан Недев (16 юли 1944 – 13 септември 1944)